# Fossilt vand
Fossilt vand eller fossilt grundvand er grundvand, som er dannet under andre klimatiske forhold end nutidens, og som ikke fornyes under de aktuelle klimatiske forhold. Fossilt vand er således at betragte som en ikke-vedvarende ressource.
Store fossile grundvandsforekomster findes f.eks. under Sahara og i USA's Midtvesten. Begge steder benyttes vandet til kunstvanding.